# Mindre flamingo

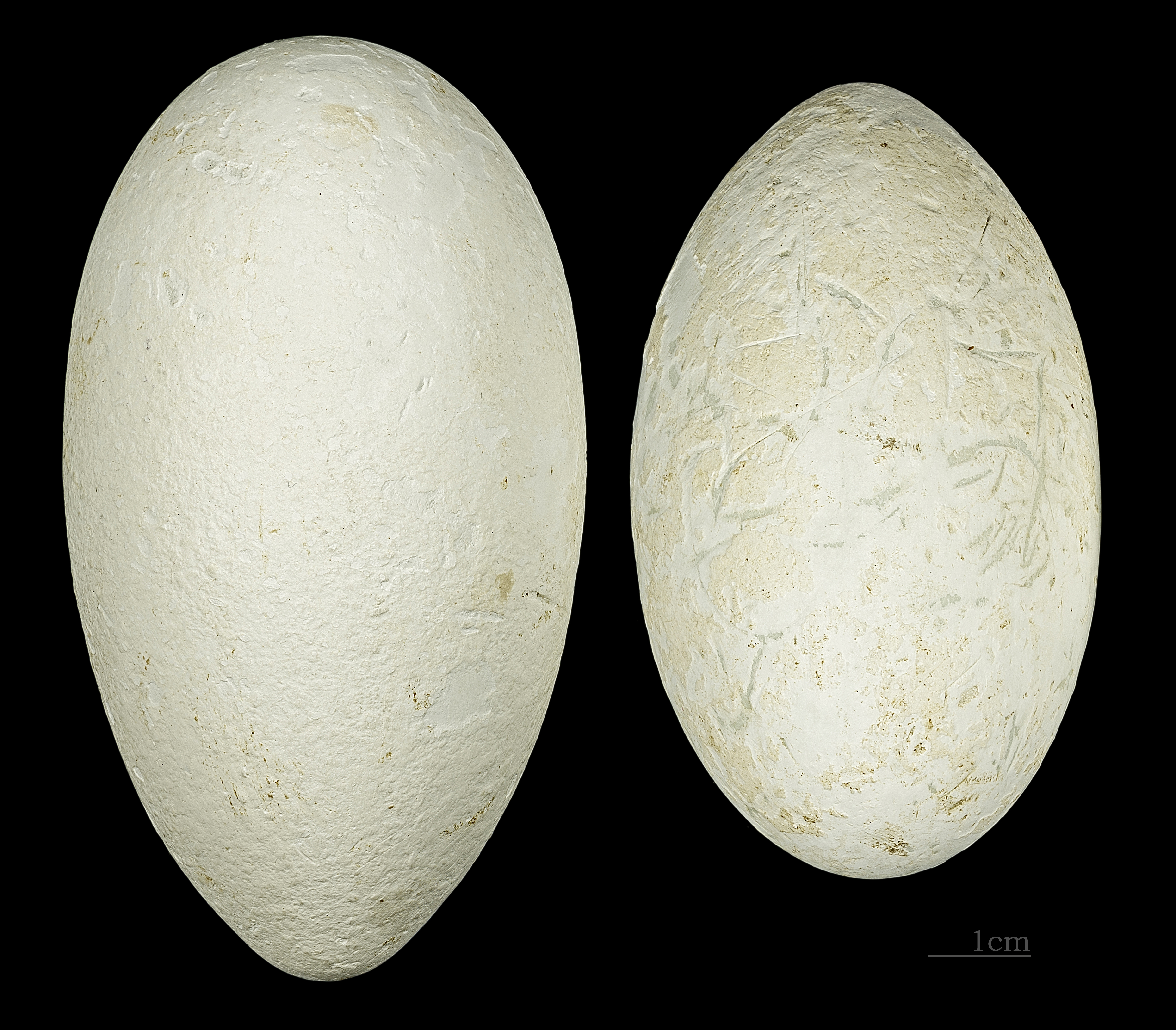
Ägg av mindre flamingo.

Mindre flamingo (Phoeniconaias minor) är en fågel som tillhör familjen flamingor.

## Utseende
Mindre flamingo är avsevärt mindre än större flamingo, med en kroppslängd på endast 80–90 centimeter jämfört med den störres 125–145 centimeter och ett vingspann på 90–100 centimeter (större: 140–170 centimeter). Dess fjäderdräkt är skär med röda strimmor på skuldrorna och ryggen. Benen är helröda och näbben mättat mörkröd med svart spets.

## Utbredning
Mindre flamingo förekommer lokalt från Öst- och Centralafrika, via Madagaskar till nordvästra Indien. Ett av dess starkaste fästen är i saltsjöar i Östafrikanska gravsänkesystemet. 

### Förekomst i Europa
Fågeln har påträffats i Europa, men de flesta fynd brukar betraktas härröra från individer som rymt från fågelparker. Flera av fynden i Frankrike och Spanien kan dock avse vilda fåglar. 1994 försökte ett par häcka i franska Camargue och ytterligare försök har noterats efter det.

## Systematik
Arten placeras oftast som ensam art i släktet Phoeniconaias, men vissa inkluderar den i Phoenicopterus. Möjligen kan den senare hållningen visa sig vara korrekt. DNA-studier visar nämligen att alla arter i familjen har en gemensam förfader för bara fyra till sex miljoner år sedan, varför författarna till studien rekommenderar att alla arter placeras i ett och samma släkte Phoenicopterus.

## Status och hot
Arten har ett stort utbredningsområde med en relativt stor världspopulation, men den tros minska relativt kraftigt i antal totalt sett till följd av habitatförstörelse och störningar från människan. IUCN kategoriserar den därför som nära hotad. I Västafrika uppskattas populationen till 15.000-25-000 individer, 1,5-2,5 miljoner i Östafrika, 55.000-65.000 i södra Afrika och på Madagaskar samt 650.000 i Sydasien.